# Iitti
Iitti est une municipalité du sud-est de la Finlande, dans la région de la Päijät-Häme.

## Géographie
La commune est géographiquement l'une des plus variées du pays, ce qui est d'autant plus surprenant qu'elle n'est pas très étendue, n'étant longue que de 40 km sur maximum 25 de large.
Le sud est agricole et ne compte qu'un petit lac sans importance. Le Salpausselkä traverse la commune en plein centre. La moraine domine à cet endroit les plaines environnantes d'une cinquantaine de mètres en moyenne. Le nord est caractéristique de la région des lacs, et marque le point de départ de la rivière Kymijoki. Celle-ci amorce sa descente vers le sud, rebondit contre le Salpausselkä et repart brièvement vers le nord avant de trouver une brèche à hauteur de Kouvola, une vingtaine de kilomètres plus à l'est.
Ce paysage fractionné n'aide pas la commune à trouver une réelle unité. Elle compte 60 villages, très différents.
Le plus important est Kausala (en), le centre administratif. Il est traversé par la route nationale 12 Rauma - Lahti (42 km à l'ouest de Kausala) - Kouvola (21 km à l'est). On y trouve également une gare.
À 7 km au nord, le petit village historique est coincé entre les lacs et le fleuve. Il entoure la petite église de 1693, et a été élu plus beau village de Finlande en 1990.
Les municipalités voisines sont Jaala au nord-est, Kuusankoski à l'est, Elimäki au sud-est, Lapinjärvi au sud (Uusimaa), Artjärvi au sud-ouest, Orimattila à l'ouest, Nastola au nord-ouest et enfin Heinola au nord, les 4 dernières dans le Päijät-Häme.

## Démographie
Depuis 1980, la démographie d'Iitti a évolué comme suit, :
| Année      | 1980  | 1985  | 1990  | 1995  | 2000  | 2005  |
| ---------- | ----- | ----- | ----- | ----- | ----- | ----- |
| population | 7 770 | 7 690 | 7 889 | 7 687 | 7 534 | 7 265 |

| Année      | 2010  | 2015  | 2020  |
| ---------- | ----- | ----- | ----- |
| population | 7 005 | 6 910 | 6 689 |

## Politique et administration

### Subdivisions
Iitti compte deux conurbations : Kausala et Iitin kirkonkylä.
Les villages d'Iitti sont: Apessiinia, Erottaja, Haapakimola, Haukkala[30], Hiisiö, Huutotöyry, Iitin kirkonkylä, Isokylä, Jokue, Kalaksue, Kurri, Kauramaa, Kausala (Kausansaari), Koliseva, Konttila, Koskenniska, Kuukso, Kymentaka (Kymentausta), Lapinkulma, Leininkulma, Lyöttilä, Mankala, Metsälä, Muikkula, Myllytöyry, Niinimäki, Nirvinen, Parolanlääni, Pentinmäki, Perheniemi, Radansuu, Rieska, Saaranen, Sampola, Sitikkala, Sorronniemi, Säyhtee, Sääskjärvi, Taasia, Tapola, Tillola, Vuolenkoski et Väärtti.

### Conseil municipal
Les sièges des 27 conseillers municipaux sont répartis comme suit:
| Parti                            | Parti                              | Sièges 2021–2025 |
| -------------------------------- | ---------------------------------- | ---------------- |
|                                  | Parti social-démocrate de Finlande | 7                |
|                                  | Vrais Finlandais                   | 2                |
|                                  | Parti de la Coalition nationale    | 3                |
|                                  | Parti du centre                    | 10               |
|                                  | Ligue verte                        | 1                |
|                                  | Aito-Iitti Yhteislista             | 4                |
| Sources : tulospalvelu.vaalit.fi |                                    |                  |

## Lieux et monuments
- Église d'Iitti
- Bibliothèque d'Iitti (fi)
- Centre de santé d'Iitti (fi)
- Gare de Kausala (fi)
- Hippodrome de Kausala (fi)
- Mäkijärvi
- Canal de Kimola (fi)
- Gare de Lankala (fi)
- Centrale électrique de Mankala (fi)
- Centrale hydroélectrique de rVuolenkoski (fi)

## Transports
Iitti est traversée par les routes régionales 360 et 362 (Iitti-Kouvola).

## Personnalités
- Aune Haarla, rédactrice en chef
- Aimo Halila, professeur
- Viljo Heino, coureur d'endurance
- Albert Järvinen, guitariste
- Lasse Juhani Laine, écrivain
- Juhani Niemelä, acteur
- Mikko Pesälä, homme politique
- Anders Johan Sjögren, historien
- Antti Törneroos, poète
- Aino Valli, chercheur
- Hella Wuolijoki, auteur
- Kaarlo Partanen, éleveur de chevaux

## Galerie

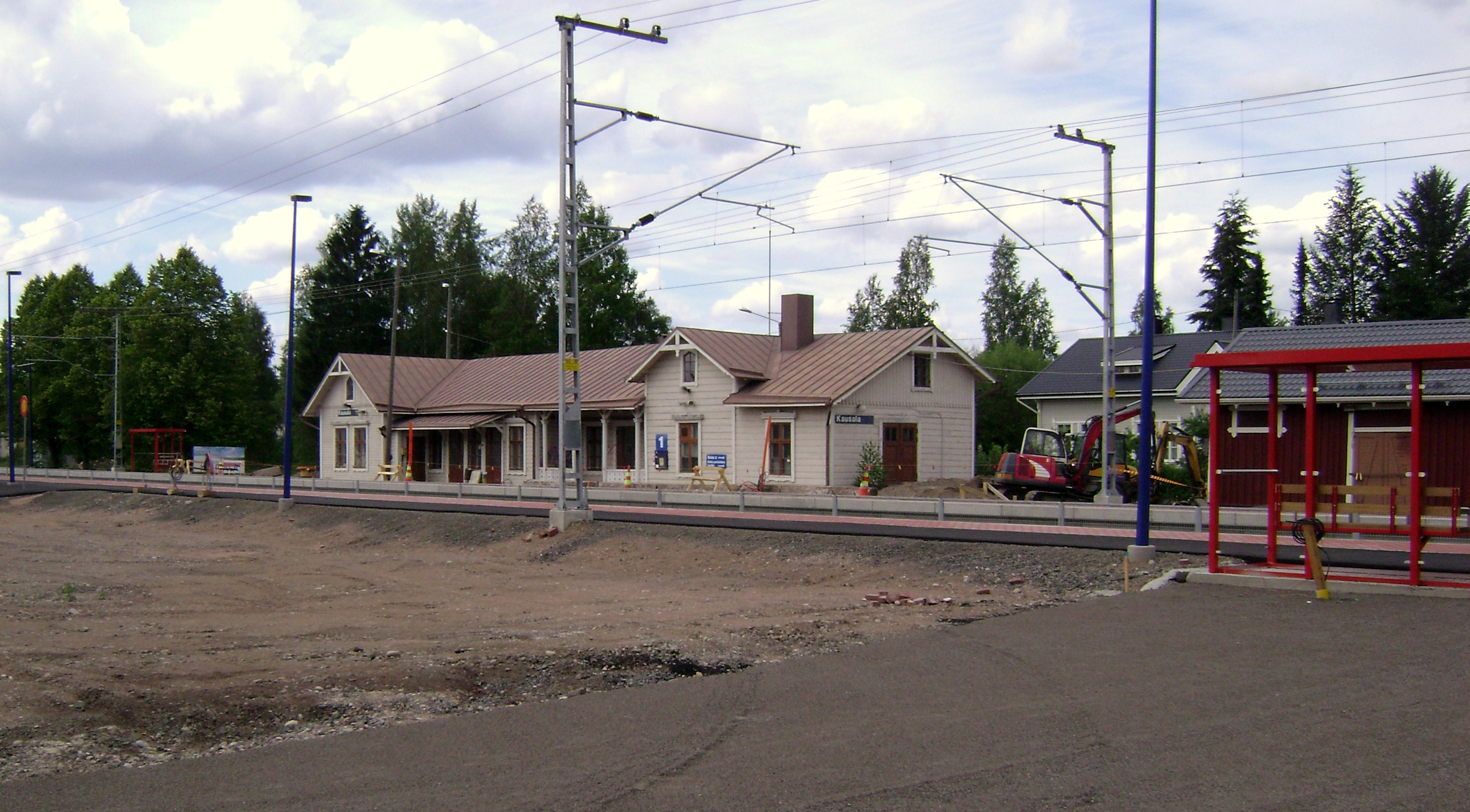
Gare de Kausala.
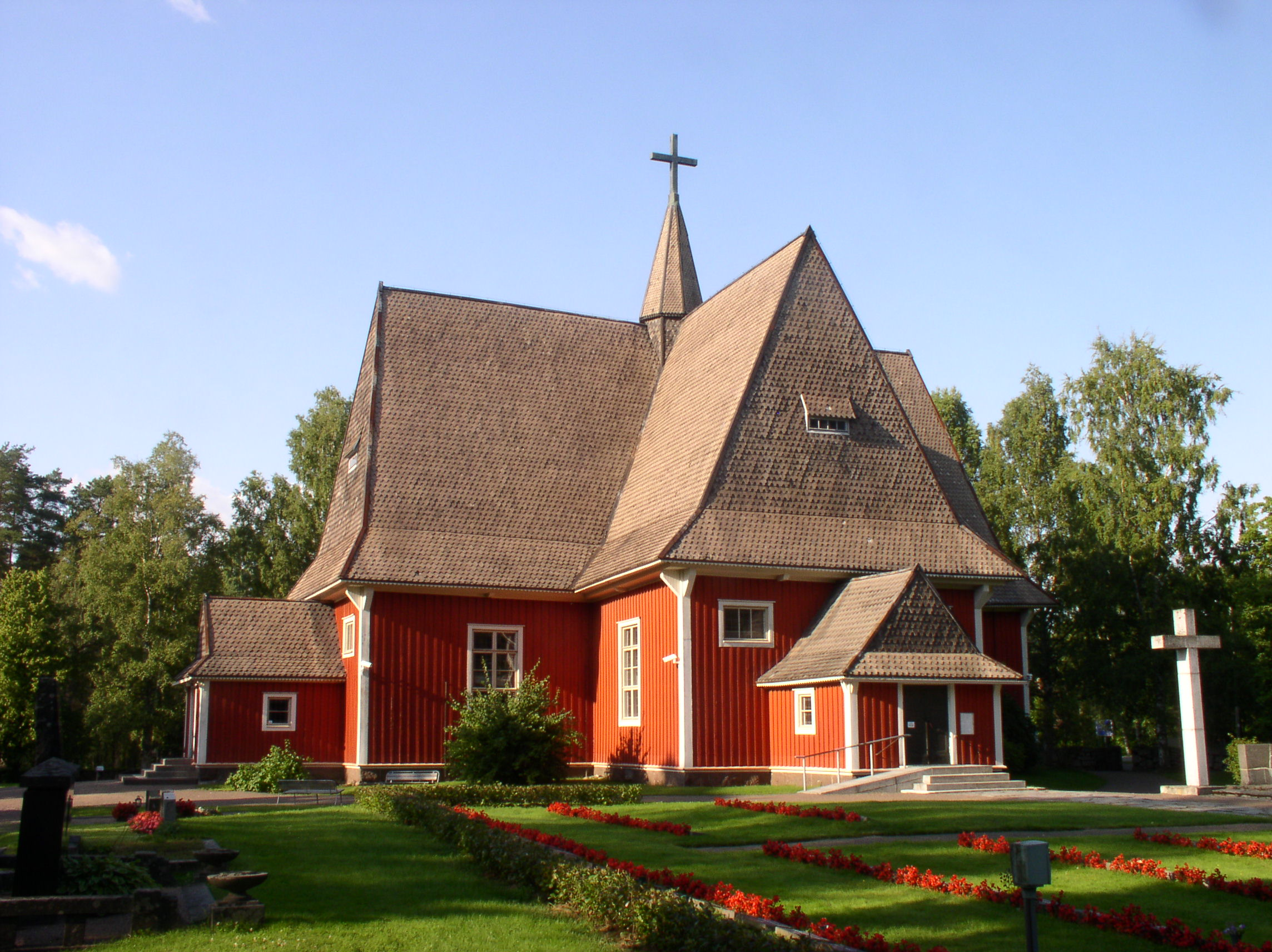
Église d'Iitti
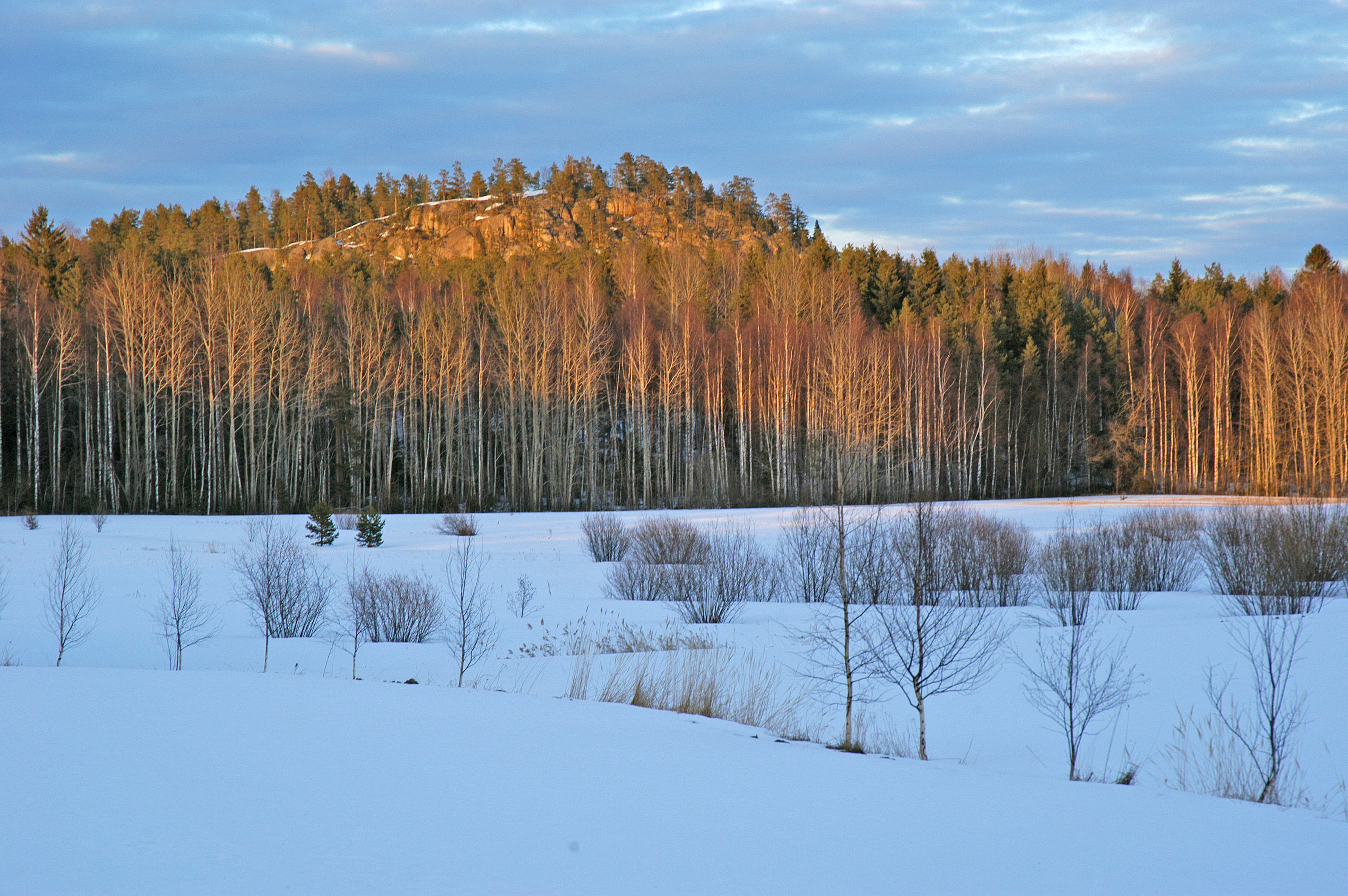
Hiidenvuori.
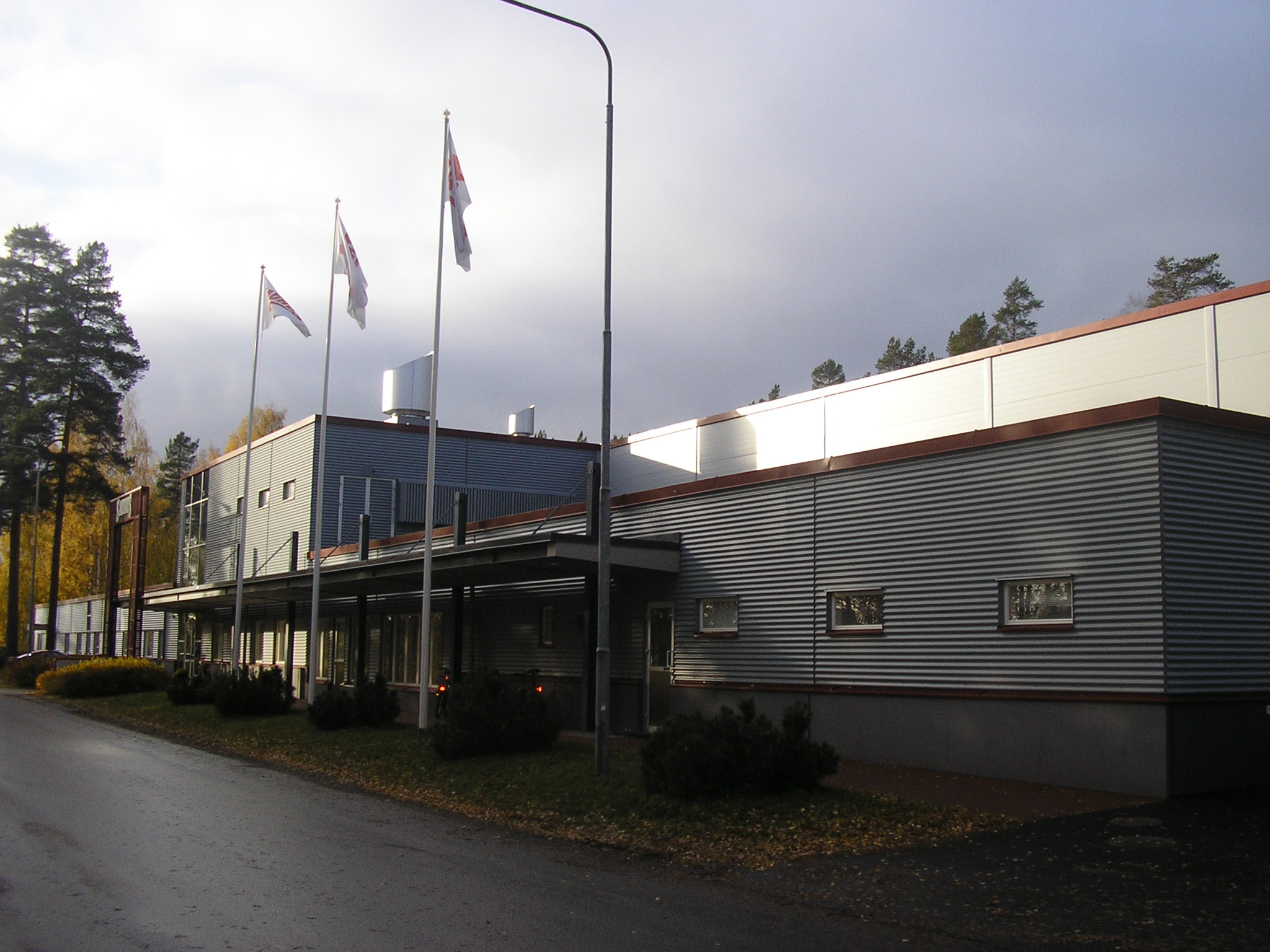
Sammutin Oy.
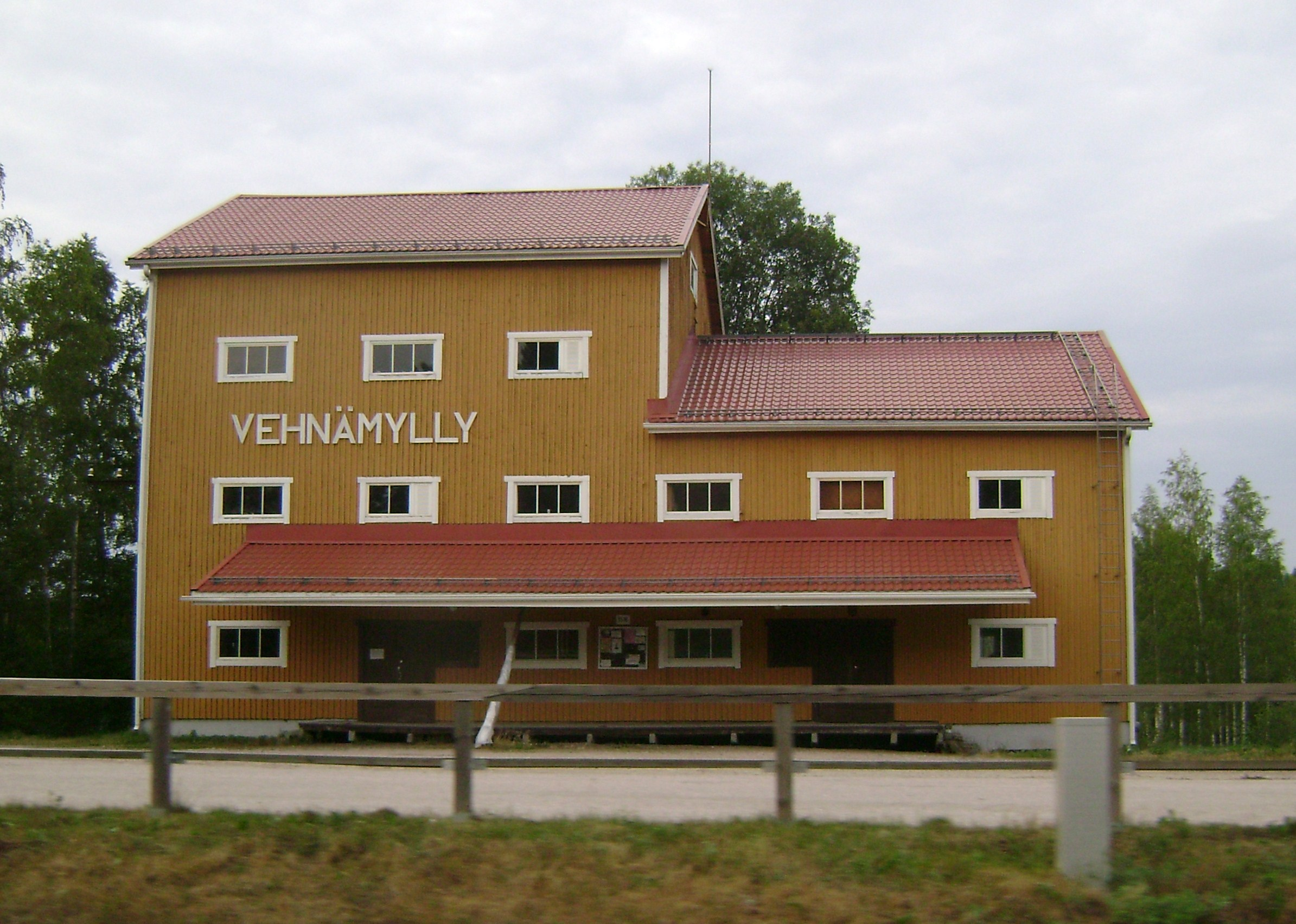
Moulin de Vuolenkoski
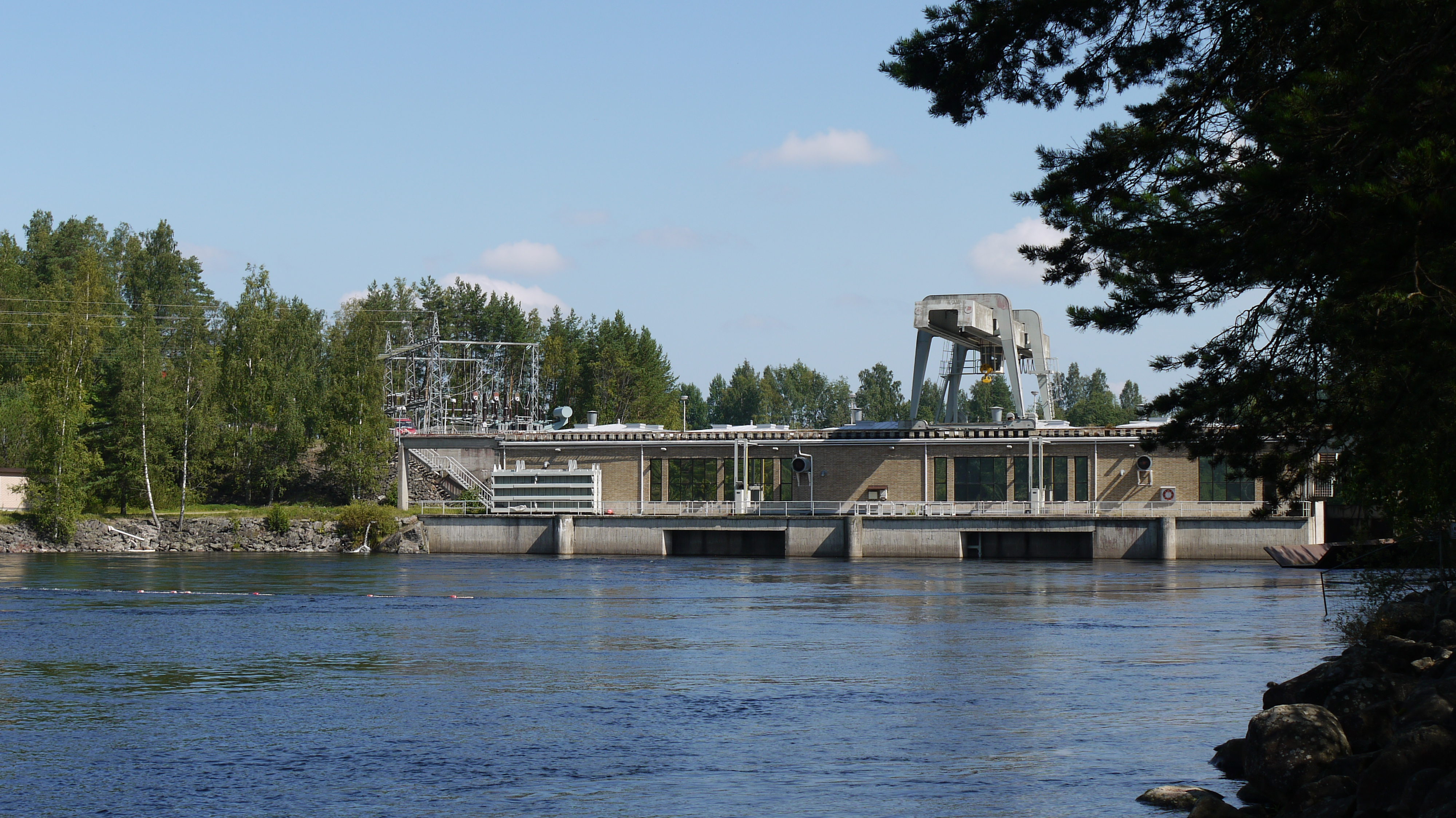
Centrale hydroélectrique de Vuolenkoski
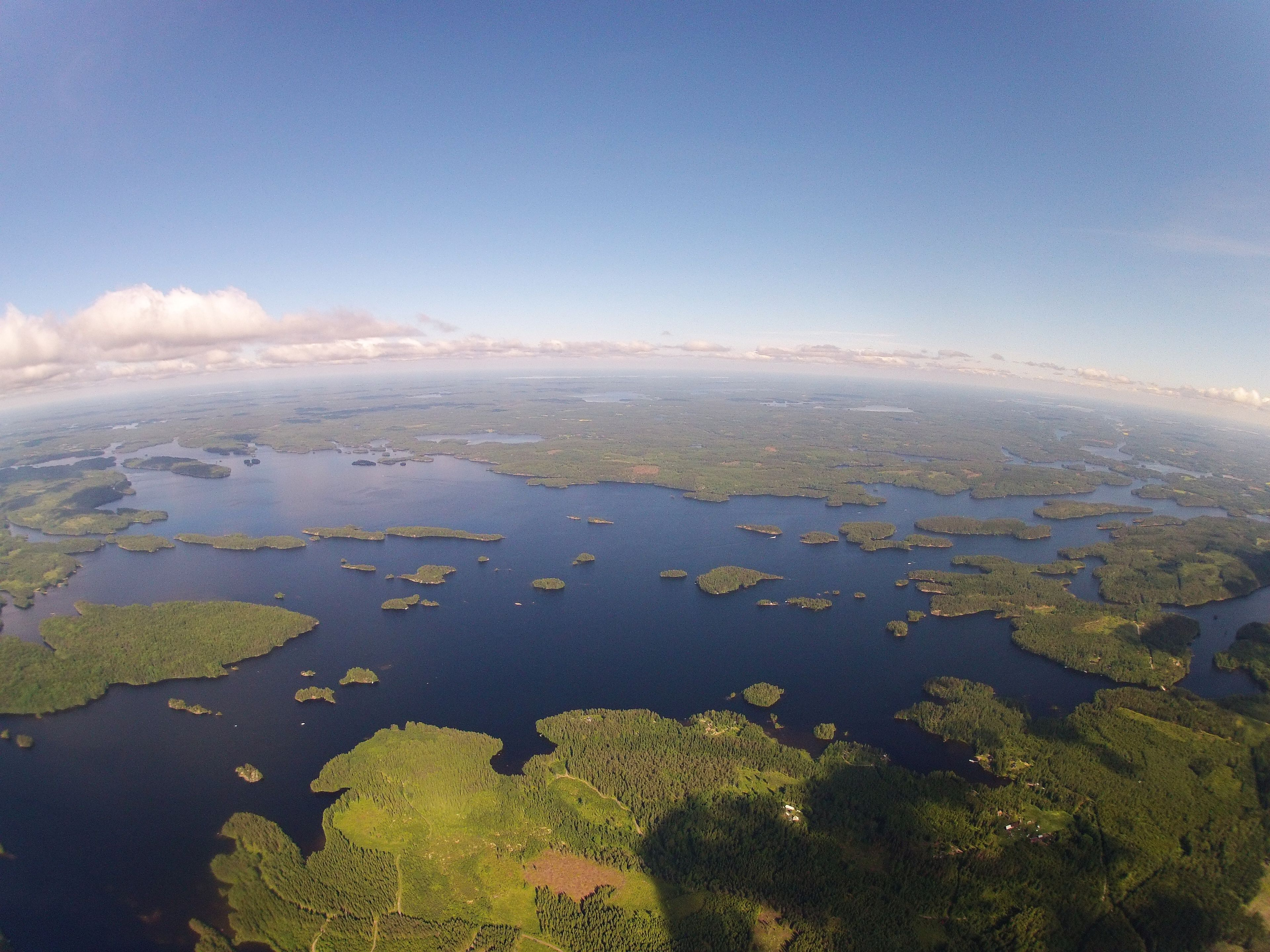
Le lac Konnivesi.